# Vaughan Mason & Crew
Vaughan Mason & Crew est un groupe américain de funk et post-disco dirigé par Vaughan Mason, ancien directeur musical et ingénieur de studio (24 octobre 1950 - 2 avril 2020),. Ils sont surtout connus pour leur single Bounce, Rock, Skate, Roll, qui atteint le no 5 du palmarès Hot Soul Singles de Billboard et le no 38 du classement Disco Top 100 en 1980, surfant sur la crête de la vague « roller disco » en vogue à l'époque. La ligne de basse de la chanson est fortement inspirée par celle de Good Times du groupe Chic, également sortie en 1979. Bounce, Rock, Skate, Roll est depuis utilisé dans divers samples par De La Soul, Mr. Magic, Jimmy Spicer ou Daft Punk. Bounce, Rock, Skate, Roll est aussi la chanson titre du premier album de Vaughan Mason and Crew.
En 1981, Vaughan Mason sort le single Jammin' Big Guitar, qui se classe au no 65 R&B. Mason enregistre ensuite avec Butch Dayo et forme le groupe Raze. Il produit des disques pour Doug Lazy, Barbara Joyce et Spyder-D et écrit un livre intitulé The Music Business Bible en 2016. Mason meurt de causes naturelles en 2020, à l'âge de 69 ans,.

## Héritage et influence
Bounce, Rock, Skate, Roll figure dans la bande originale du film La Fièvre du roller (Roll Bounce) en 2005.
De nombreux artistes utilisent des samples de Bounce, Rock, Skate, Roll dans leurs morceaux, notamment dans le domaine du rap. Le site WhoSampled en recense plus de 160. Parmi les plus célèbres, on peut citer notamment :
- Grandmaster Flash feat. Grandmaster Melle Mel and Sha Rock dans Live Convention '81 (Side B) (1981)
- Kurtis Blow dans AJ Scratch sur son album Ego Trip (1984)
- Mantronix, Who Is It? (Dub Version, 1986 et Freestyle USA Club Mix, 1987) et (I'm) Just Adjustin My Mic (1990)
- LL Cool J, Get Down sur son album Bigger and Deffer (1987)
- T La Rock, Scratch Monopoly (1987)
- Bomb the Bass, Hey You! (1988)
- 2 Live Crew, Mega-Mixx II (1988) et From the Vaultz (1995)
- De La Soul, Cool Breeze on the Rocks sur l'album 3 Feet High and Rising (1989) et A Roller Skating Jam Name "Saturdays" (DJ Q Bert Remix) (1994)
- DJ Jazzy Jeff and The Fresh Prince, The Girlie Had a Mustache sur And in This Corner… (1989) et Code Red sur l'album Code Red (1993)
- Digital Underground, Doowutchyalike, sur l'album Sex Packets (1990)
- Pop Will Eat Itself, Dr. Nightmare's Medication Time (1990)
- A Tribe Called Quest, Pubic Enemy (Saturday Night Virus Discomix) (1990)
- IAM dans Kheops appartient à l'horizon et RaplineII sur l'album ... De la planète Mars (1991) ;
- Shabba Ranks feat. Patra and Terri & Monica, Family Affair, B.O. du film Les Valeurs de la famille Addams (1993)
- Too $hort, Just Another Day sur Get in Where You Fit In (1993)
- Kid Rock, My Name is Rock (1996)
- Lost Boyz, Music Makes Me High sur Legal Drug Money (1996)
- Daft Punk, Daftendirekt et WDPK 83.7 FM sur l'album Homework (1997)
- Eels, Last Stop: This Town sur Electro-Shock Blues (1998)
- The Prodigy, Dirtchamber Track 1 (1999)
- Ghostface Killah feat. Raekwon, Method Man and Superb, Flowers sur Bulletproof Wallets (2001)

Daft Punk utilisent également un sample de la face B, Bounce, Rock, Skate, Roll Pt. 2 pour leur morceau Da Funk.

## Discographie

### Albums studios
- Bounce, Rock, Skate, Roll (Brunswick Records, 1980)

### Singles
| Année                                                                | Titre                     | Meilleure position dans les charts | Meilleure position dans les charts | Meilleure position dans les charts | Meilleure position dans les charts |
| Année                                                                | Titre                     | US Dance                           | US R&B                             | US Pop                             |                                    |
| -------------------------------------------------------------------- | ------------------------- | ---------------------------------- | ---------------------------------- | ---------------------------------- | ---------------------------------- |
| 1979                                                                 | Bounce, Rock, Skate, Roll | 38                                 | 5                                  | 81                                 |                                    |
| 1980                                                                 | Roller Skate              | —                                  | 52                                 | —                                  |                                    |
| 1981                                                                 | Jammin' Big Guitar        | —                                  | 65                                 | —                                  |                                    |
| "—" désigne les versions non classées ou qui n'ont pas été publiées. |                           |                                    |                                    |                                    |                                    |